# OSINT
La intel·ligència de fonts obertes (en anglès, open-source intelligence, abreujat OSINT) és la «capacitat d'extreure coneixement útil per a la presa de decisions estratègiques a partir de fonts públiques i gratuïtes, mitjançant la recopilació, el tractament i l'anàlisi d'informació». Softcatalà proposa la traducció «informació de font pública».
L'OSINT proposa eines que van molt enllà de la simple recerca pels motors de cerca com Google i fan servir informació que es troba al web profund, al web fosc i a registres. Fins fa pocs anys era una tècnica reservada als serveis d'intel·ligència. Com a mètode de fer estudis i recerques a partir de fonts obertes, a principi del segle xxi ha eixit del camp discret del serveis secrets i d'ençà toca tot els camps del coneixement humà.
Fora del context de la Guerra d'Ucraïna, que va donar a conèixer el concepte al gran públic i altres aplicacions militars, les fonts obertes ofereixen molta informació sobre empreses i llurs empleats. Alhora és una oportunitat i un risc: del punt de vist de l'empresa i per a protegir-se contra ciberatacs és menester vetllar quina informació és publica. També es fa servir en la investigació criminal.

## OSINT i la invasió russa d'Ucraïna del 2022
El paper de l'OSINT en la resposta a la invasió russa d'Ucraïna del 2022 va atreure una gran atenció. El bloc Oryx va adquirir notorietat internacional gràcies al seu treball durant conflicte: van comptabilitzar i seguir les pèrdues materials a partir de proves visuals i infos d'OSINT de les xarxes socials. Ha estat citada regularment en els principals mitjans de comunicació. Atès que només informa de les pèrdues confirmades visualment, els recomptes de les pèrdues d'equips que fa Oryx han constituït les bases mínimes absolutes per a les estimacions de pèrdues.